# 石田眞
石田 眞（いしだ まこと、1946年 - ）は、日本の法学者。専門は労働法。早稲田大学名誉教授。法学博士（早稲田大学、1996年）。東京都出身。弟子に、大木正俊（早稲田大学教授）らがいる。

## 略歴
- 早稲田大学第一法学部卒業
- 1977年 早稲田大学大学院法学研究科博士課程単位取得退学
- 1977年 東京大学社会科学研究所助手
- 1982年 名古屋大学法学部助教授
- 1985年 名古屋大学教授
- 2001年 早稲田大学法学部教授
- 2004年 早稲田大学 大学院法務研究科教授
- 2010年～2014年、同法科大学院にて研究科長に就任
- 2017年 早稲田リーガルコモンズ法律事務所顧問

## 研究テーマ
- 企業組織と労働契約
- 作業関連疾患と労災補償
- 労働法のジェンダー分析
- 法と暴力

## 在外研究等
- ハーバード大学エンチン研究所 客員研究員
- ミシガン大学ロースクール 客員研究員
- ロンドン大学・高等法学研究所 客員研究員
- ウォーリック大学・法学部・客員講師

## 著書・論文等
- 『ロースクール演習労働法』（法学書院、2010年） ※共著
- 『労働六法 2015』（旬報社、2015年） ※共著
- 『近代雇用契約法の形成 イギリス雇用契約法史研究』（日本評論社、1994年）
- 「ＩＬＯ「労働は商品ではない」原則の意味するもの」早稲田商学428号（2011年）
- 「雇用危機と労働者住宅」季刊労働法228号（2010年）
- 「労働契約論」（籾井常喜編『戦後労働法学説史』、旬報社）
- 「企業組織と労働契約」名古屋大学法政論集169号
- 「歴史の中の『企業組織と労働法』」（労働法97号）
- 「セクシュアル・ハラスメントによる退職と損害賠償」労働法律旬報1441号
- 「作業関連疾患」日本労働法学会編『講座・21世紀の労働法』第7巻、有斐閣
- Death and Suicide from Overwork : the Japanese

Workplace and Labour Law,in Joanne Conaghan, Michael Fischl, Karl Klare ed.,Labour
Law in an Era of Globalization(Oxford Univ.Press)

## 所属学会
- 日本労働法学会
- 日本法社会学会
- 民主主義科学者協会法律部会
- Law and Society Association
- International Network on Trasformative Employment and Labor Laｗ